# Emma Holmgren
Emma Holmgren (Uppsala, 13 maggio 1997) è una calciatrice svedese, portiere del Levante.
Ha vestito in più occasioni la maglia delle nazionali giovanili svedesi, ottenendo il titolo di campione d'Europa under 19 all'edizione di Israele 2015.

## Carriera

### Club
Holmgren inizia a giocare con il Gamla Upsala SK, vestendo inizialmente la maglia delle sue formazioni giovanili per poi essere inserita in rosa con la prima squadra che disputa la Division 2, l'allora terzo livello del campionato svedese femminile di calcio, debuttandovi, poco più che quindicenne, il 25 agosto 2012, nella sconfitta per 2-1 contro il Bele Barkarby IF.
La stagione successiva si trasferisce al Vaksala SK, club sempre della sua città natia, Uppsala, con la quale disputa una stagione e mezza prima di trovare un accordo, durante la sessione estiva di calciomercato, con il Sirius, facendo un ulteriore salto di categoria andando a disputare l'Elitettan, il nuovo campionato cadetto svedese riservato a formazioni femminili istituito dalla stagione precedente. Qui rimane tre stagioni, ottenendo il posto da titolare dalla stagione 2015 e come miglior risultato la quarta posizione nel campionato 2016.
Prima della stagione 2017 Holmgren venne acquistata dall'Hammarby, firmando un contratto annuale con il club appena promosso, avendo così l'opportunità di debuttare in Damallsvenskan, il livello di vertice del campionato nazionale di categoria. A disposizione del tecnico Olof Unogård, debutta da titolare fin dalla 1ª giornata di campionato, sconfitta esterna con  l'Eskilstuna United per 1-0, senza mai perdere la fiducia in Unogård che la schiera titolare anche per la stagione successiva. Dopo aver ottenuto un buon 7º posto e una conseguente agevole salvezza nel 2017, Holmgren e compagne non riescono a ripetere la prestazione anche nel campionato successivo che, concluso all'11º e penultimo posto, costringe la squadra all'ennesima retrocessione, consolidando la sua fama di squadra ascensore.
Benché dopo la stagione 2017 avesse esteso il suo contratto di due anni, nel novembre 2018 segue il suo allenatore al Linköping, rimanendo in organico con la blasonata squadra già tre volte campione di Svezia per una sola stagione, collezionando 18 presenze, su 22 incontri, in Damallsvenskan e ottenendo il suo miglior risultato sino a quel momento nel campionato svedese, il 5º posto.
Nel dicembre 2019 Holmgren si è unita alla neopromossa IK Uppsala, con la quale ha firmato un contratto annuale. Scesa in campo in tutte le 22 partite di campionato, durante la stagione 2020 condivide con le compagne una stagione complicata, dove la sua squadra non riesce a uscire dalla parte bassa della classifica concludendolo al 12º e ultimo posto costringendo la squadra alla retrocessione in Elitettan dopo un solo anno.
Il 20 novembre 2020 decide di accasarsi all'Eskilstuna United, dove ha firmato un contratto triennale, tuttavia già nell'agosto 2021 Holmgren decide di cogliere l'opportunità di disputare il suo primo campionato all'estero e con una squadra di primo livello, firmando un contratto biennale con le francesi dell'Olympique Lione Holmgren debutta in Division 1 Féminine il 31 ottobre 2021, alla 7ª giornata di campionato, nella vittoria in trasferta per 6-1 sul Soyaux.

## Palmarès

### Club

#### Competizioni nazionali
- Campionato francese: 1

Olympique Lione: 2022-2023
- Coppa di Francia: 1

Olympique Lione: 2022-2023
- Supercoppa francese: 1

Olympique Lione: 2022

#### Competizioni internazionali
- UEFA Women's Champions League: 1

Olympique Lione: 2021-2022

### Nazionale
- Campionato d'Europa under 19: 1

2015